# Iranske folkeslag
De iranske folkeslag er en gruppe af beslægtede folkeslag, der taler de iranske sprog. De største folkeslag i gruppen omfatter Persere, Kurdere og Pashtunere. De iranske folkeslag må ikke forveksles med iranere der bor i republikken Iran, da disse blot er ét folkeslag af flere".
| Folkeslag | Spire Denne artikel om folkeslag eller etnografi er en spire som bør udbygges. Du er velkommen til at hjælpe Wikipedia ved at udvide den. |